# Epidendrum palaciosii
Epidendrum palaciosii är en orkidéart som beskrevs av Eric Hágsater och Dodson. Epidendrum palaciosii ingår i släktet Epidendrum och familjen orkidéer.
Artens utbredningsområde är Ecuador. Inga underarter finns listade i Catalogue of Life.